# Fiyi en los Juegos Olímpicos de Atlanta 1996
Fiyi estuvo representado en los Juegos Olímpicos de Atlanta 1996 por un total de 17 deportistas, 14 hombres y 3 mujeres, que compitieron en 5 deportes.
El portador de la bandera en la ceremonia de apertura fue el atleta Jone Delai. El equipo olímpico fiyiano no obtuvo ninguna medalla en estos Juegos.